# Stoeberhinus testaceus
Stoeberhinus testaceus är en fjärilsart som beskrevs av Butler 1881. Stoeberhinus testaceus ingår i släktet Stoeberhinus och familjen plattmalar. Inga underarter finns listade i Catalogue of Life.